# Idotea balthica
Idotea balthica je mořský stejnonožec z čeledi Idoteidae, který žije na mořských řasách a mořské trávě v litorální a sublitorální zóně na skalnatém pobřeží a v písčitých tůňkách.

## Popis
Idotea balthica dosahuje délky těla až 3 cm (samice jsou mnohem menší, až 1,7 cm). Zbarvení je ovlivněno potravou a je velmi proměnlivé od světle zelené po tmavě hnědou, někdy se na něm objevují vzory.
Tělo je zploštělé, na hřbetě mírně kýlnaté, na tělních článcích je sedm párů nohou. Na hlavovém článku jsou oči na boku, pár krátkých tykadélek a pár dlouhých tykadel. Ocasní štítek (pleotelson) na konci těla má pro tento druh specifické tři hrotité konce, z nichž prostřední je nejdelší.

## Výskyt
Idotea balthica se vyskytuje na mělkých mořských pobřežích pod hranicí odlivu, kde se živí mořskými trávami a řasami. Dokáže se odpoutat od podkladového substrátu a volně plavat ve vodě.

## Potrava
Jeho oblíbenou potravou jsou živé i odumírající hnědé řasy – často chaluha bublinatá (Fucus vesiculosus), a mořská tráva, ale také polypovci, mechovci a mršiny.

## Rozšíření
Idotea balthica je v současnosti rozšířena ve východní části severního Atlantiku, v Severním moři v pobřežní oblasti Britských ostrovů až po severní Norsko a v Baltském moři v brakické vodě přibližně po Alandy a Finský záliv; ve Středozemním a Černém moři.

## Význam
Idotea balthica je významným článkem v potravním řetězci. Podle výsledků experimentů uveřejněných v roce 2022 její pohyb výrazně zvyšuje pravděpodobnost přenosu samčích gamet na samičí u červené řasy Gracilaria gracilis a v ekosystému může sehrávat roli „opylovače“.

## Galerie

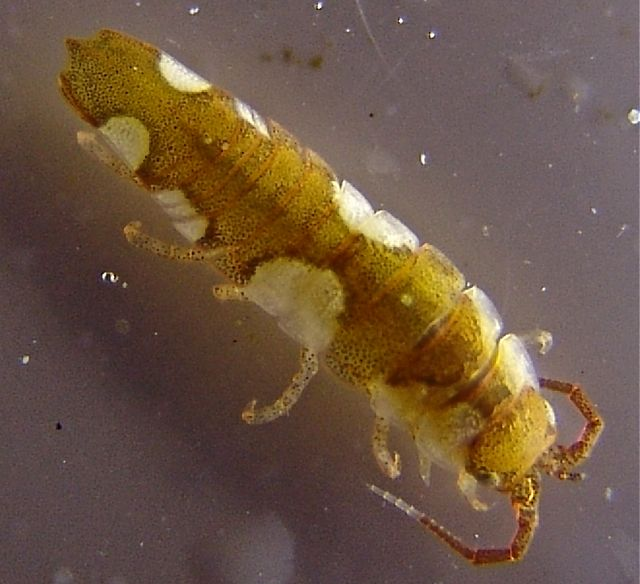
Hnědě zbarvený jedinec s bílými skvrnami
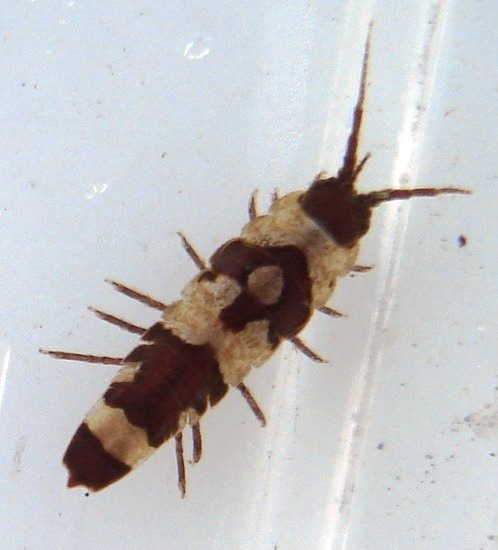
Jedinec s hnědými a bílými pruhy
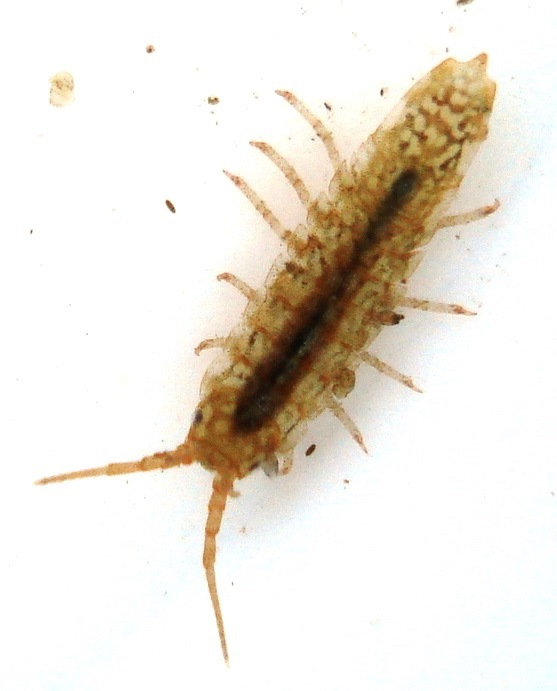
Jedinec s jemným hnědobílým mramorováním